# Ramón d'Andrés
Ramón d'Andrés Díaz o Ramón de Andrés Díaz (n. Madrid, 28 de mayo de 1959) es un filólogo especializado en el estudio de la lengua asturiana, profesor en la Universidad de Oviedo. Es miembro numerario de la Academia de la Lengua Asturiana, en cuyo seno trabajó en las Normes Ortográfiques, en la Gramática de la Llingua Asturiana y en el Diccionariu de la Llingua Asturiana, y desde 2012 del Real Instituto de Estudios Asturianos. 
Fue presidente de la Fundación Caveda y Nava, entidad que durante los años 2002 y 2016 trabajó en favor del consenso lingüístico en Asturias.

## Resumen biográfico
Es hijo del escritor en asturiano Manuel d'Andrés Fernández "Mánfer de la Llera" (1918-2005). Se crio en Gijón, lugar en el que vivió gran parte de su vida. Es profesor titular de Filología Española y Asturiana en la Universidad de Oviedo, donde comenzó a impartir la primera asignatura de Lengua Asturiana en 1985 y donde leyó su tesis doctoral en 1988, la primera redactada en lengua asturiana. En el seno de la universidad coordina el grupo de investigación Seminariu de Filoloxía Asturiana.
Sus investigaciones se han centrado sobre todo en aspectos gramaticales, dialectológicos y sociolingüísticos de la lengua asturiana. Desarrolla también una intensa labor de divulgación en libros, ensayos y artículos de prensa.
Es autor, junto con Fernández Álvarez-Balbuena, Xosé Miguel Suárez Fernández y Miguel Rodríguez Monteavaro, del atlas lingüístico ETLEN (Estudiu de la Transición Llingüística na Zona Eo-Navia, Asturies, 2017), una obra de dialectología en la frontera del galaicoportugués y asturleonés, que incluye una investigación de horiometría dialectal (medición matemático-estadística de la frontera entre dos dominios lingüísticos) y de dialectometría según la Escuela de Salzburgo.
En el período gubernamental 2003-2007 ejerció el cargo de Jefe de la Oficina de Política Lingüística del Principado de Asturias. Es miembro de la Junta Asesora de Toponimia del Principado de Asturias, de la que fue secretario en el período mencionado.

## Obra
- Allugamientu de los pronomes átonos col verbu n’asturianu (1993).
- Encuesta sociollingüística nuna parroquia asturiana (Deva-Xixón) (1993).
- Gramática práctica de asturiano (1997).
- Vocabulariu asturianu de la mina (1997, coautor junto con Manuel d'Andrés).
- Reivindicación llingüística: unes reflexones (2002).
- Cuestiones d’asturianu normativu (3 vols., 2001-2003).
- Juicios sobre la lengua asturiana. Algunas cuestiones básicas acerca del debate lingüístico en Asturias (2002).
- Diccionario Toponímico del Concejo de Gijón (2008).
- L'asturianu que vien. Observaciones y suxerencies sobre l'asturianu normativu y el so usu (2008).
- Palabres nueves n’asturianu. Proyectu Observatoriu Asturianu de Neoloxía y Terminoloxía (AsturNeo). Informe de los años 2010, 2011 y 2012 (2013).
- Franco nos diccionarios y otres impertinencies alredor del llinguaxe y les llingües (2013).
- Gramática comparada de las lenguas ibéricas (2013).
- Estudiu de la Transición Llingüística na Zona Eo-Navia, Asturies (ETLEN). Atles llingüísticu dialectográficu - horiométricu - dialectométricu, (2017), coautor junto con Fernándo Álvarez-Balbuena, Xosé Miguel Suárez Fernández y Miguel Rodríguez Monteavaro.
- Averamientu a la llingua asturiana. Nivel universitariu (2019)

Entre sus artículos se pueden destacar:
- Los pronomes reflexivos átonos n'asturianu (1994)
- La llingua asturiana na sociedá (1995)
- Lingüística y sociolingüística en el concepto de dialecto (1997)
- L'asturianu mínimu urbanu. Delles hipótesis (2002)
- Pertinencia de lengua / dialecto en lingüística, con un añadido sobre el estándar (2015)
- Acerca de la clasificación científica de la glotodiversidad (2016)
- El procesu d’estandarización del asturianu (2018)
- Proyecto de Diccionario Geográfico Popular de España, de Camilo José Cela: materiales de Asturias (2019)
- Contacto de lenguas en Asturias: asturiano, "amestáu" y castellano (2020)